# Volkswagen Leasing
Die Volkswagen Leasing GmbH ist eine 100-prozentige Tochtergesellschaft der Volkswagen Bank GmbH. Sie übernahm das Leasinggeschäft für Neu- und Gebrauchtwagen der Marken des Volkswagen-Konzerns. Die Volkswagen Leasing GmbH verleast Einzelfahrzeuge bzw. Fahrzeugflotten an Privat- und Firmenkunden und stellt Fuhrparkmanagement-Systeme im Bereich der Fuhrparkplanung, -Verwaltung und -Controlling bereit.

## Geschäftszahlen
Die Bilanzsumme der Volkswagen Leasing GmbH belief sich per 31. Dezember 2024 auf rund 60,656 Milliarden Euro. Die Volkswagen Leasing hat einen Vertragsbestand von rund 2,085 Millionen Fahrzeugen und ist Europas größte Automobil-Leasinggesellschaft. Das Leasingvermögen erhöhte sich um 9,0 % auf 49.094 Mio. €.
Das operative Geschäft der Volkswagen Leasing GmbH wird in Deutschland durch Mitarbeiter der Volkswagen Financial Services AG wahrgenommen. Die Volkswagen Leasing GmbH bedient sich zur Durchführung ihrer Geschäftstätigkeit in Deutschland keines eigenen Personals. Die Mitarbeiter wurden von der Volkswagen Financial Services AG gegen Entgelt zur Verfügung gestellt. Daneben wurden in den Filialen Mailand und Verona jahresdurchschnittlich 64 (53) Angestellte beschäftigt.

## Unternehmensstruktur
Die Volkswagen Leasing GmbH ist eine hundertprozentige Tochtergesellschaft der Volkswagen Bank GmbH, die wiederum ein hundertprozentiges Tochterunternehmen der Volkswagen Aktiengesellschaft ist. Das Leasinggeschäft der weiteren Marken des Volkswagen-Konzerns wird durch die Zweigniederlassungen Audi Leasing, Seat Leasing, Škoda Leasing, Autoeuropa Leasing und Ducati Leasing abgedeckt. International wird die Volkswagen Leasing GmbH über Filialen in Mailand und Verona vertreten.

## Geschichte
Die Volkswagenwerk AG gründete am 18. Oktober 1966 die Volkswagen Leasing GmbH. Sie wurde als erste deutsche Autoleasinggesellschaft ins Handelsregister eingetragen. Der erste Geschäftsführer war Richard Bertold. Die Gesellschaft bot ab dem 1. Mai 1977 auch Leistungen für Privathaushalte an. Bis Ende des Jahres wurden rund 400 Autos von Privatkunden geleast. Am 3. Juli 1978 erfolgte die Umbenennung in V.A.G Leasing GmbH. Die Mitarbeiter der VAGL und der V.A.G. Kredit Bank GmbH (VAGKB) zogen 1979 zusammen in die Bürogebäude an der Gifhorner Straße in Braunschweig. 1982 zog die V.A.G Leasing GmbH gemeinsam mit der V.A.G Kredit Bank GmbH von Wolfsburg in die Verwaltungsgebäude der ehemaligen Olympia-Werke in Braunschweig.
Nach der Grenzöffnung im März 1990 bezog die VAGKB in Chemnitz ein Büro, um den Aufbau eines Händlernetzes in Ostdeutschland voranzutreiben. Ende des Jahres eröffnete auch die VAGL eine Zweigstelle in Chemnitz. Am 13. Dezember 1990 wurde die Škoda Leasing als Zweigniederlassung der VAGL in Braunschweig eröffnet.
Im Zuge der Neustrukturierung des Finanzdienstleistungsbereichs wurden 1992 die V.A.G Bank GmbH und die V.A.G Leasing GmbH auf die Holdinggesellschaft Volkswagen Finanz GmbH übertragen. Die V.A.G Leasing GmbH wurde am 14. Dezember 1994 in Volkswagen Leasing GmbH (VWL) umbenannt. In Warschau wurde am 13. Januar 1997 die Volkswagen Leasing Polska Sp. z o.o. gegründet.
1997 brachten die Volkswagen Finanzdienstleister mit der Prämie-Light ein erstes Produkt auf den Markt, das Versicherungs- und Leasingleistungen kombinierte. Ende des Jahres 1998 gründete die VWL in Mailand eine Zweigniederlassung. In Bangkok wurde 2000 die Volkswagen Leasing Thailand Ltd. mit Sitz in Bangkok gegründet. 2004 zog sich die VW Financial Services AG aus Thailand zurück. Am 18. September 2006 wurde in Mexiko die Volkswagen SA DE CE gegründet. 
2011 wurde die Carmobility GmbH von der Konzernhandelsgruppe Mahag zu 100 % von der Volkswagen Leasing GmbH übernommen. Die Euromobil Autovermietung GmbH wurde am 1. Januar 2012 als 100%ige Tochtergesellschaft von der Volkswagen Leasing GmbH übernommen. Mittlerweile sind beide Unternehmen 100-prozentige Tochtergesellschaften der Volkswagen Financial Services AG.
2021 erweitern die Volkswagen Finanzdienstleistungen ihr Mobilitätsangebot um das Leasing und die Finanzierung von Fahrrädern.